# Aeroportul Boundji
Aeroportul Boundji (IATA: BOE, ICAO: FCOB) este un aeroport din Cuvette, Republica Congo ce deservește zona Boundji⁠(d). A fost numit după zona deservită.
Situat la o altitudine de 351 m, aeroportul dispune de o singură pistă.